# Tommaso Barbieri (imprenditore)
Tommaso Barbieri (Parma, 13 luglio 1890 – 1º febbraio 1944) è stato un imprenditore e antifascista italiano.
A Parma gli è dedicato "Piazzale Barbieri", una piazza dell'Oltretorrente nota anche come Barriera Bixio.